# Penaltyschießen
Das Penaltyschießen oder auch Shootout ist eine Methode, um einen Gewinner bei einem Spiel zu ermitteln, nachdem auch die Verlängerung mit einem Unentschieden beendet wurde.

## Anwendung
Ein Penaltyschießen wird dann angewendet, wenn ein Unentschieden nicht erlaubt ist, zum Beispiel bei einem Pokalwettbewerb oder in den Play-offs. Es wird nur dann angewendet, wenn Spielverlängerungen zu keiner Entscheidung führten.

## Sportarten
Sportarten, in denen ein Penaltyschießen angewendet wird:
Eishockey
Beim Eishockey wird teilweise ein Shootout nach den Verlängerungen angewandt.
Fußball
Beim Fußball findet ein Elfmeterschießen statt.
Handball
Beachhandball
Wenn im Beachhandball jede Halbzeit von einer anderen Mannschaft gewonnen wird, wird ein „Shootout“ durchgeführt (auch Penaltyschießen genannt). Ein Münzwurf wird getätigt, um zu entscheiden, welches Team entscheiden darf, wer mit dem ersten Penalty beginnt. Es wird immer abwechselnd geschossen. Gewonnen hat die Mannschaft, welche nach fünf Würfen mehr Punkte erzielt hat. Einen Punkt gibt es, wenn man mit dem Ball das andere Tor trifft. Zwei Punkte gibt es, wenn man einen Spin-Shoot(Pirouette) durchführt und ein Tor erzielt. Ist der Torwart einer der Schützen, gibt es trotzdem nur einen Punkt bei einem normalen Tor.
Wenn nach diesen fünf Würfen immer noch kein Sieger feststeht, wird ein Seitenwechsel durchgeführt, und das Spiel ist entschieden, sobald eine Mannschaft bei gleicher Anzahl an Wurfversuchen mehr Punkte erzielte.
Die Durchführung läuft so ab, dass man in der gegenüberliegenden Ecke des gegnerischen Tors den Ball zu seinem Torhüter passt und dann den Ball im Rennen vom Torwart geworfen bekommt. Falls der Ball den Boden berührt oder man nicht gleichmäßig rennt und zum Beispiel einmal kurz stehen bleibt, werden diesem Versuch direkt 0 Punkte zugeschrieben.
Feldhandball
Im Feldhandball kann nach der zweiten Verlängerung von jeweils 2 × 5 Minuten ein Vierzehnmeterwerfen stattfinden.
Hallenhandball
Im Handball findet nach zwei Verlängerungen von jeweils 2 × 5 Minuten ein Siebenmeterwerfen statt.